# Chiesa ellittica

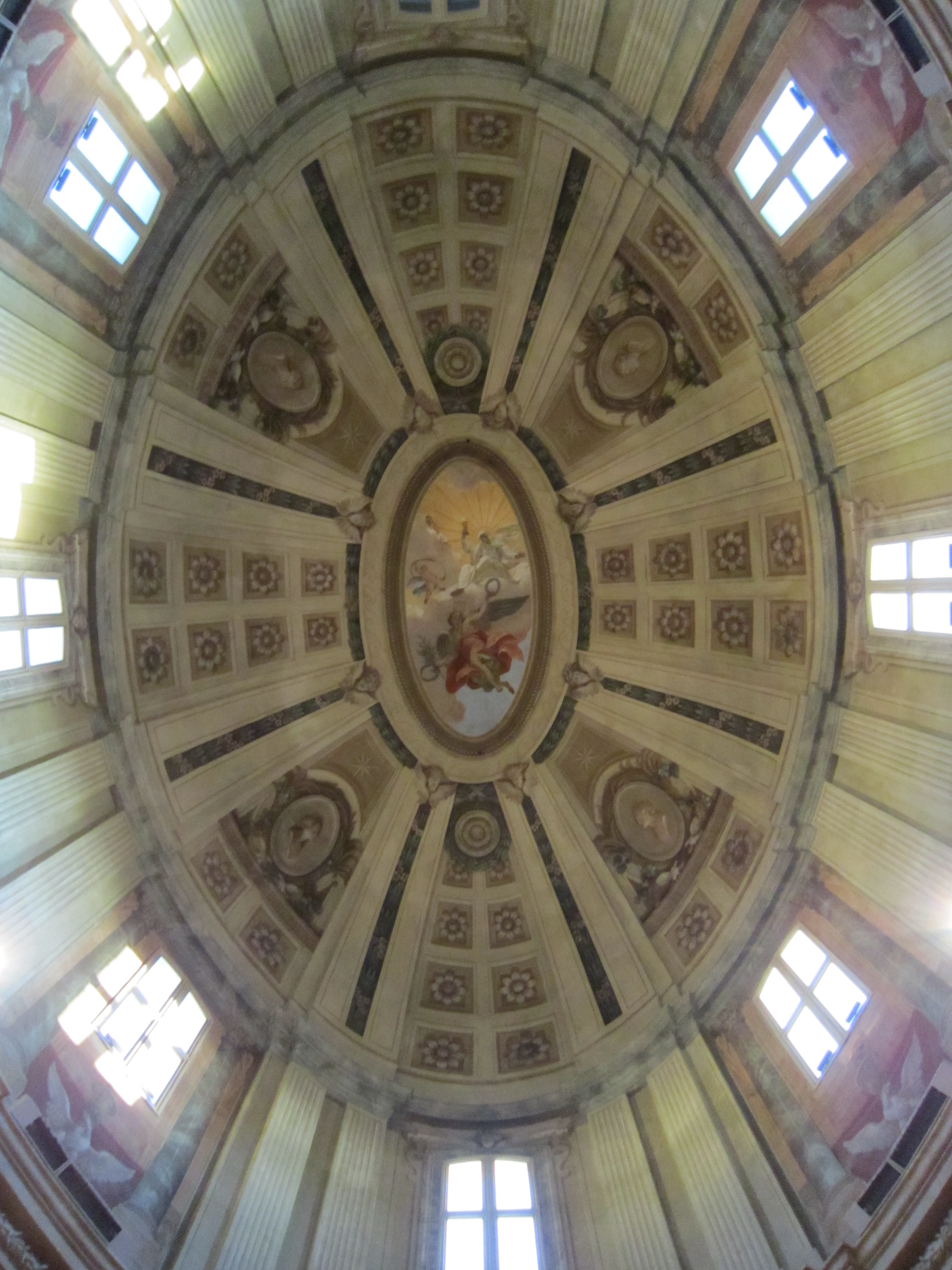
Volta di Santa Maria della Visitazione a Forlì

Le chiese ellittiche sono edifici di culto cristiano a pianta centrale di forma ellittica. La loro costruzione si diffonde soprattutto nei secoli XVII e XVIII
Il disegno ellittico riguarda, normalmente, la sola pianta interna, mentre l'esterno conserva forme più tradizionali.
Da notare come tutte le piante ritenute ellittiche, siano invece basate sulla figura geometrica dell'ovale, diffusa dal trattato di Sebastiano Serlio. Tra queste la chiesa di Sant'Andrea al Quirinale, a Roma.

## Esempi
Tra le chiese a pianta ellittica, si possono ricordare:
- chiesa di Sant'Anna dei Palafrenieri, a Roma;
- chiesa di Santa Maria della Visitazione, o Chiesa del Suffragio, a Forlì;
- chiesa di San Matteo, a Lecce;
- chiesa di Santa Chiara a Noto;
- cattedrale basilica di San Cataldo a Taranto;
- chiesa del Santissimo Salvatore, a Palermo
- chiesa di Sant'Andrea e San Giorgio[1], a Edimburgo in Scozia